# Novotroițk
Novotroițk (ru. Новотроицк) este un oraș din Regiunea Orenburg, Federația Rusă și are o populație de 106.315 locuitori.